# Клоразепат
Клоразепа́т — лекарственное средство из группы бензодиазепинов. Оказывает анксиолитическое (противотревожное), противосудорожное, седативное, снотворное и миорелаксирующее действие.
Клоразепат является пролекарством, которое в организме быстро превращается в активный метаболит — нордазепам. Оба вещества характеризуются длительным действием. Именно нордазепам (дезметилдиазепам) обеспечивает большую часть терапевтических эффектов клоразепата.
Препарат был запатентован в 1965 году и одобрен для медицинского применения в 1967 году.

## Медицинское применение
Клоразепат используется для лечения тревожных расстройств и бессонницы. Его также назначают как противосудорожное средство, миорелаксант или в качестве премедикации перед медицинскими процедурами.
Основные показания — купирование алкогольного абстинентного синдрома и лечение эпилепсии. Благодаря длительному периоду полувыведения он также эффективен как анксиолитик.
Стандартная начальная дозировка составляет 15-60 мг в сутки, разделённая на 2-4 приёма. При лечении острой алкогольной абстиненции могут применяться дозы 90-120 мг в сутки. В США и Канаде доступны дозировки 3,75, 7,5 и 15 мг; в Европе — 5, 10, 20 и 50 мг.
Существует форма с контролируемым высвобождением (Clorazepate SD), которая может вызывать меньше побочных эффектов. При пропуске приёма препарата в этой форме колебания концентрации препарата в плазме менее выражены, что важно для пациентов с эпилепсией для предотвращения прорывных приступов.

## Побочные эффекты
К частым побочным эффектам клоразепата относятся развитие толерантности, лекарственная зависимость, синдром отмены, когнитивные нарушения, спутанность сознания, антероградная амнезия, атаксия, сонливость и риск падений у пожилых. Бензодиазепины также могут вызывать или усугублять депрессию.
Иногда возможны парадоксальные реакции: возбуждение, усиление агрессии или парадоксальное учащение судорожных приступов. Риск таких реакций выше у детей, пожилых, лиц с алкогольной зависимостью в анамнезе или склонностью к агрессивному поведению.

### Толерантность, зависимость и синдром отмены
При длительном применении (более 4 недель) к клоразепату, как и к другим бензодиазепинам, может развиваться толерантность и лекарственная зависимость. При лечении эпилепсии толерантность проявляется в учащении приступов, что делает бензодиазепины не лучшим выбором для долгосрочной терапии. Повышение дозы в таких случаях обычно лишь усиливает побочные эффекты. Между бензодиазепинами существует перекрестная толерантность.
При прекращении приёма, особенно резком, возникает синдром отмены. Его симптомы варьируют от легкой тревоги и бессонницы до тяжёлых проявлений, таких как делирий, судороги и психоз. Тяжесть синдрома зависит от дозы, длительности приема и скорости отмены препарата. Отмена клоразепата всегда должна быть постепенной. Существуют данные, что толерантность к активному метаболиту клоразепата (нордазепаму) может развиваться медленнее, чем к другим бензодиазепинам.

## Взаимодействия

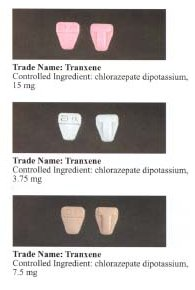

Клоразепат усиливает угнетающее действие на центральную нервную систему других седативных и снотворных средств, включая алкоголь, барбитураты, опиоиды, нейролептики, антигистаминные препараты и другие бензодиазепины.
С клоразепатом могут взаимодействовать: дигоксин, дисульфирам, флуоксетин, изониазид, кетоконазол, леводопа, метопролол, пероральные контрацептивы, пробенецид, пропранолол, рифампицин, теофиллин, вальпроевая кислота.
СИОЗС, циметидин, макролидные антибиотики и противогрибковые средства могут замедлять метаболизм бензодиазепинов, повышая их концентрацию в крови и риск побочных эффектов. Напротив, фенитоин, фенобарбитал и карбамазепин ускоряют метаболизм клоразепата, снижая его эффективность.

## Противопоказания и особая осторожность
Бензодиазепины требуют особой осторожности при назначении пожилым, детям, лицам с алкогольной или наркотической зависимостью, а также пациентам с сопутствующими психическими расстройствами.
Применение клоразепата в третьем триместре беременности связано с риском развития тяжелого синдрома отмены у новорожденного (гипотония, вялое сосание, приступы апноэ, цианоз, нарушение терморегуляции). Также у младенца могут наблюдаться седация и гипотония. Симптомы могут сохраняться от нескольких часов до месяцев.
Особая осторожность нужна при лечении пожилых пациентов: у них препарат выводится медленнее, что повышает риск кумуляции и побочных эффектов. Пожилые более чувствительны к действию бензодиазепинов. Рекомендуется использовать бензодиазепины у пожилых короткими курсами (до 2 недель) и начинать с половинной дозы.

## Фармакология
Клоразепат — бензодиазепин длительного действия. Как пролекарство, он полностью метаболизируется в желудочно-кишечном тракте до активного метаболита — нордазепама (дезметилдиазепама). Период полувыведения нордазепама составляет 20-179 часов. Небольшая часть нордазепама далее метаболизируется до оксазепама.
Механизм действия связан с усилением ГАМК-ергической передачи в ЦНС. Клоразепат (через нордазепам) действует как частичный агонист ГАМКА-рецепторов, увеличивая частоту открытия хлорных каналов в присутствии нейромедиатора ГАМК. Это приводит к усилению тормозного эффекта ГАМК.
Пик концентрации нордазепама в плазме достигается через 30 минут — 2 часа после приема клоразепата. Препарат хорошо связывается с белками плазмы, легко проникает через плацентарный барьер и в грудное молоко.

## Химия
Клоразепат используется в виде дикалиевой соли. В отличие от многих других бензодиазепинов, он хорошо растворим в воде.
Синтез клоразепата можно осуществить исходя из 2-амино-5-хлорбензонитрила. Реакция последнего с фенилмагнийбромидом дает 2-амино-5-хлорбензофенонимин. Конденсация этого имина с аминомалоновым эфиром приводит к гетероциклизации с образованием 7-хлор-1,3-дигидро-3-карбэтокси-5-фенил-2H-бензодиазепин-2-она. Последующий гидролиз сложноэфирной группы спиртовым раствором гидроксида калия дает дикалиевую соль — клоразепат.

## Правовой статус
В США клоразепат включен в Список IV Закона о контролируемых веществах.
В России клоразепат входит в Список III Перечня наркотических средств, психотропных веществ и их прекурсоров, оборот которых в Российской Федерации ограничен и в отношении которых допускается исключение некоторых мер контроля.